# アルメニアの政党
アルメニアの政党（アルメニアのせいとう）は、アルメニアの政党について述べる。

## アルメニアの政党一覧
- アルメニア共和党
- アルメニア革命連盟
- アルメニア共産党
- アルメニア全国民運動
- 自由民主党
- 「自決」連合
- 法律党
- 法と統一の党
- ミッション党
- 国民民主連盟
- 国民国家党
- 「共和国」党
- 自由アルメニア・ミッション
- 社会民主党
- 社会主義アルメニア
- キリスト教民主連盟